# Station Albert
Station Albert is een spoorwegstation in de Franse gemeente Albert.
Het stationsgebouw werd volledig verwoest tijdens de Eerste Wereldoorlog. Na de oorlog werd een nieuw stationsgebouw opgericht in een Vlaams aandoende stijl. In het inkomhal van het stationsgebouw hangt een vliegtuig Potez-36 (de vliegtuigfabriek van Henry Potez was gevestigd in de buurgemeente Méaulte).

## Treindienst
| Serie | Treinsoort | Route                                                                             | Bijzonderheden |
| ----- | ---------- | --------------------------------------------------------------------------------- | -------------- |
| K 44  | TER (SNCF) | Lille-Flandres – Douai – Arras – Albert – Amiens                                  |                |
| K 45  | TER (SNCF) | Lille-Flandres – Douai – Arras – Albert – Amiens – Saint-Roch – Rouen-Rive-Droite |                |
| P 21  | TER (SNCF) | Albert – Amiens – Saint-Roch – Abbeville                                          |                |
| P 22  | TER (SNCF) | Arras – Albert – Amiens                                                           |                |

## Foto's

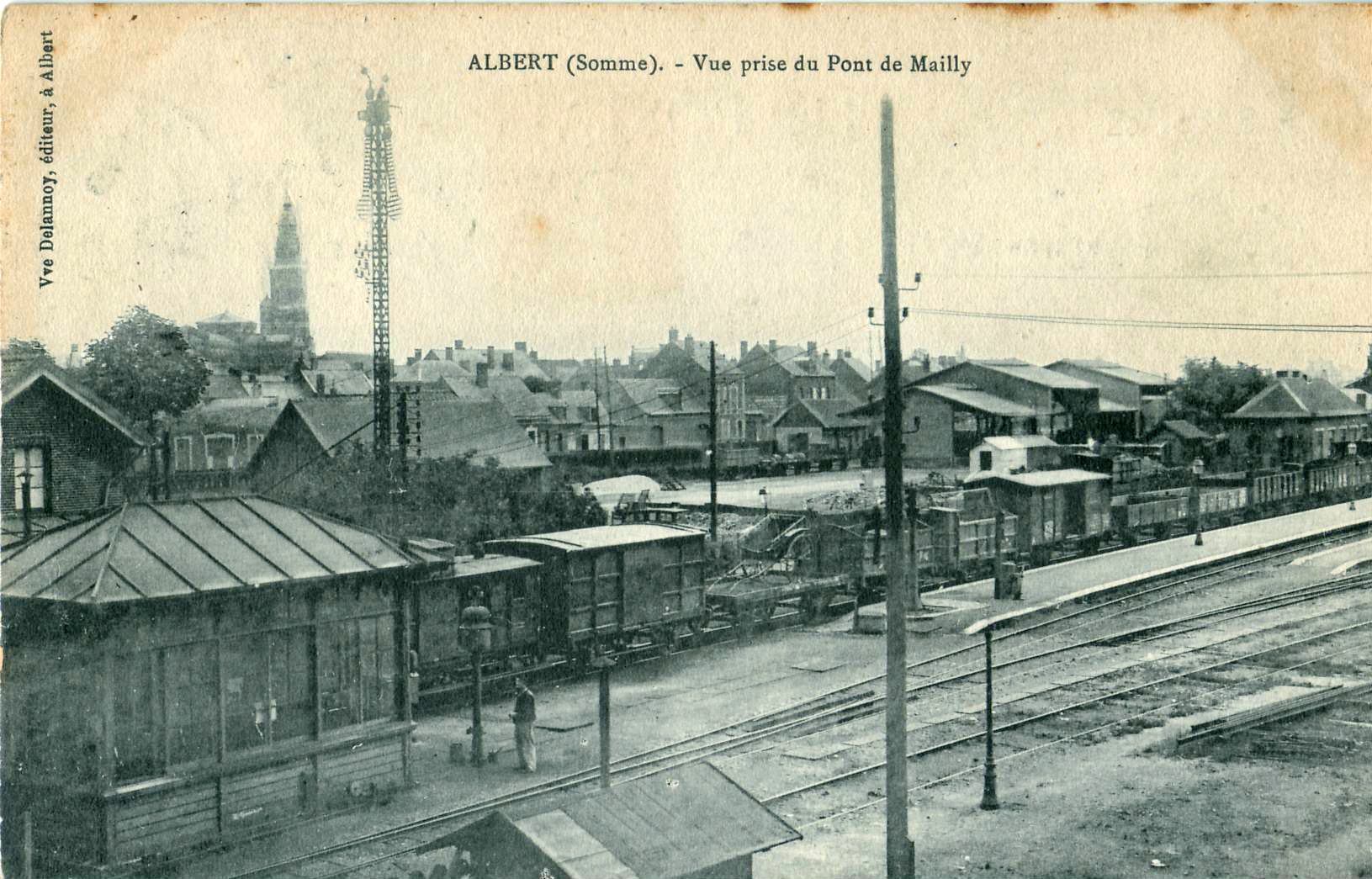
Het station voor de Eerste Wereldoorlog
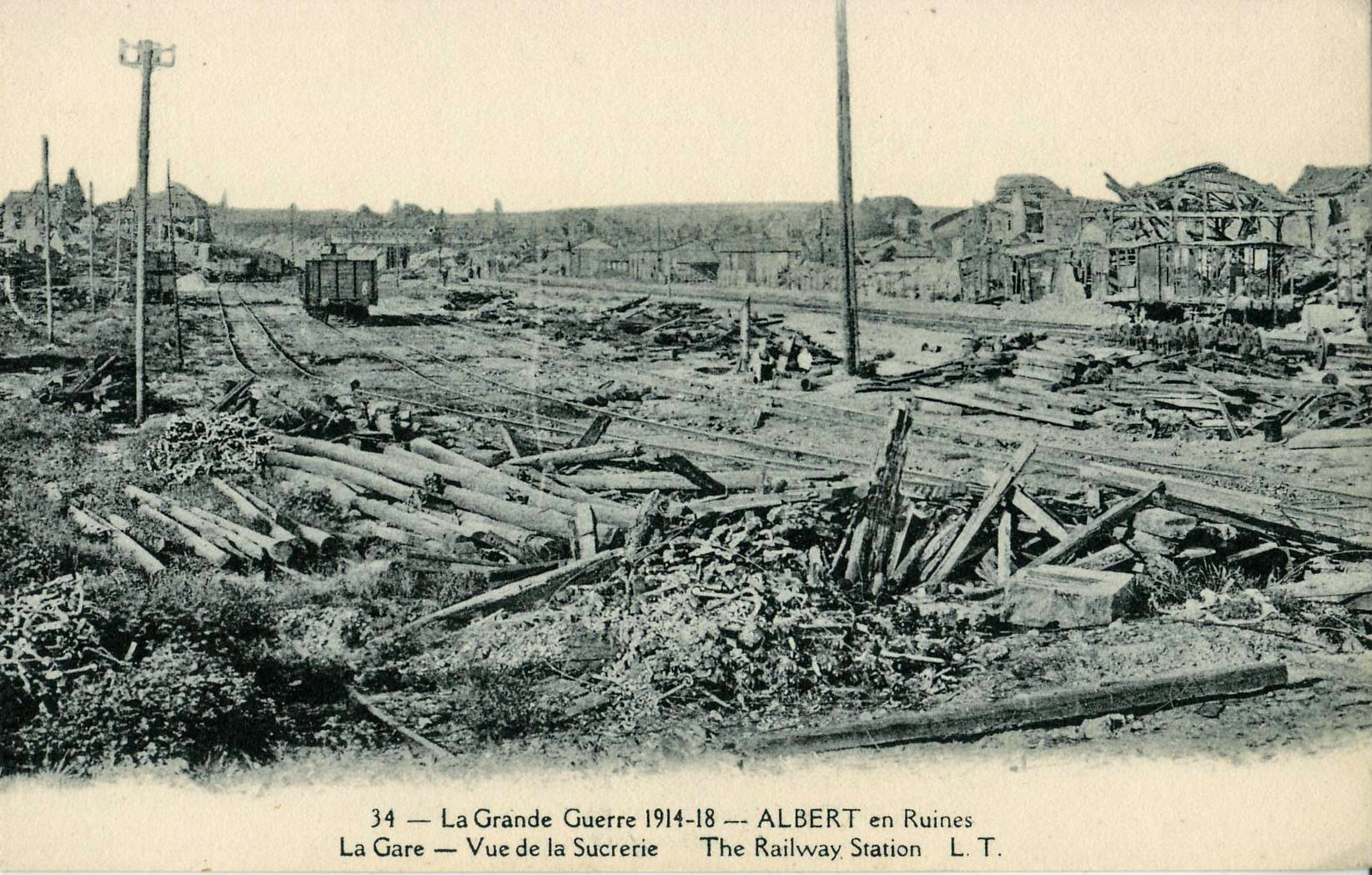
Het station in 1918